# NGC 6909
NGC 6909 (również PGC 64725) – galaktyka eliptyczna (E), znajdująca się w gwiazdozbiorze Lunety. Odkrył ją John Herschel 1 lipca 1834 roku.